# Кобулеті (село)
Кобулеті (груз. ქობულეთი) — село в Грузії.
За даними перепису населення 2014 року в селі проживає 2077 осіб.